# Pero sella
Pero sella là một loài bướm đêm trong họ Geometridae.